# Crepidium rajanum
Crepidium rajanum är en orkidéart som först beskrevs av Jeffrey James Wood, och fick sitt nu gällande namn av Marg.. Crepidium rajanum ingår i släktet Crepidium, och familjen orkidéer. Inga underarter finns listade i Catalogue of Life.